# 圣玛格丽塔利古雷城堡
圣玛格丽塔利古雷城堡（義大利語：Castello di Santa Margherita Ligure）是一座16世纪的堡垒，位于意大利利古里亚大区热那亚广域市圣玛格丽塔利古雷山脚下，建于1550年，由安东尼奥·德·卡拉博设计，用于抵御巴巴里海盗的袭击。18世纪海盗袭击停止后，这座堡垒失去了军事价值。19世纪曾有两次拆除该建筑的计划，第一次世界大战后修复，献给了在战争中的阵亡者。

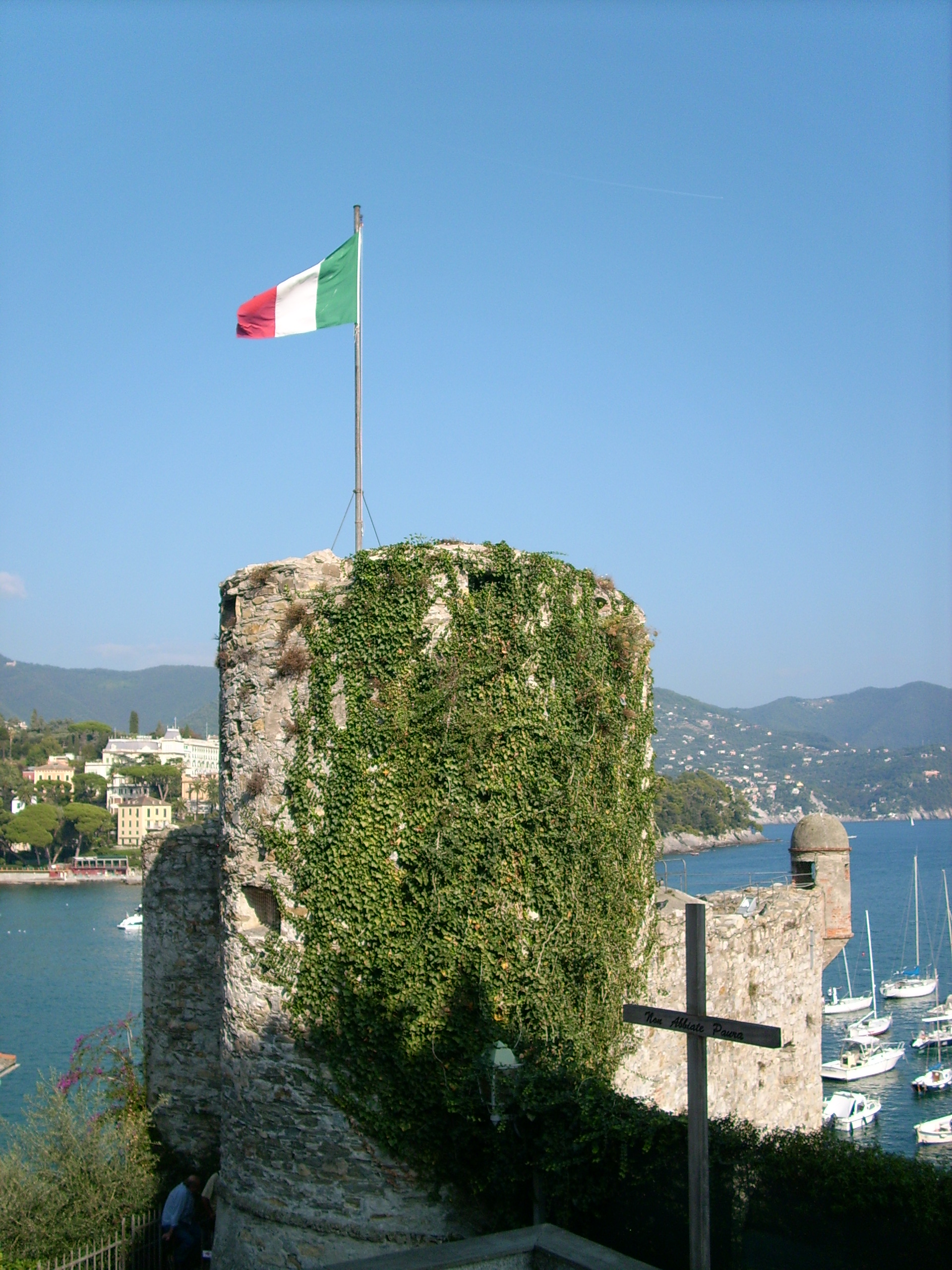
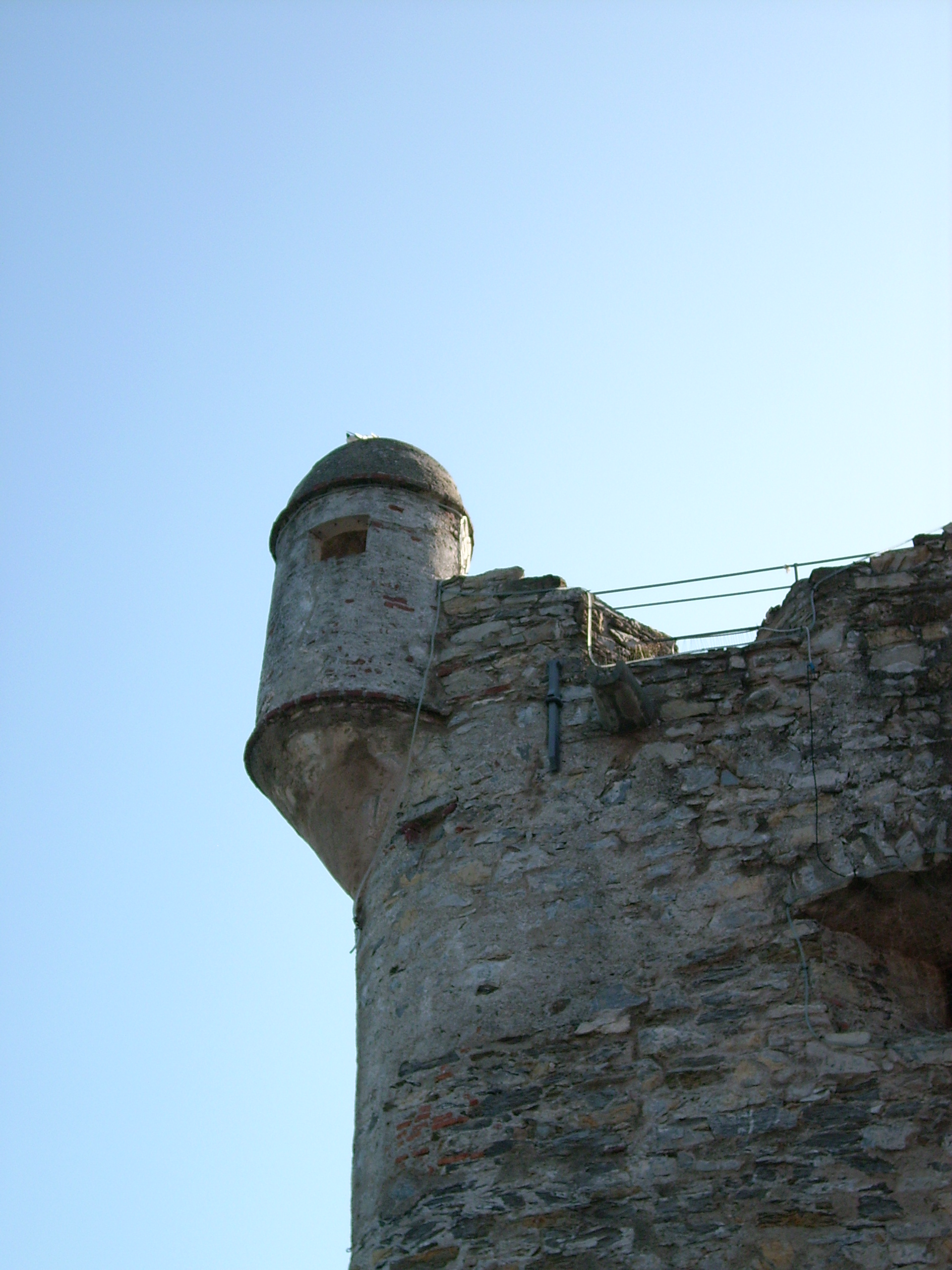
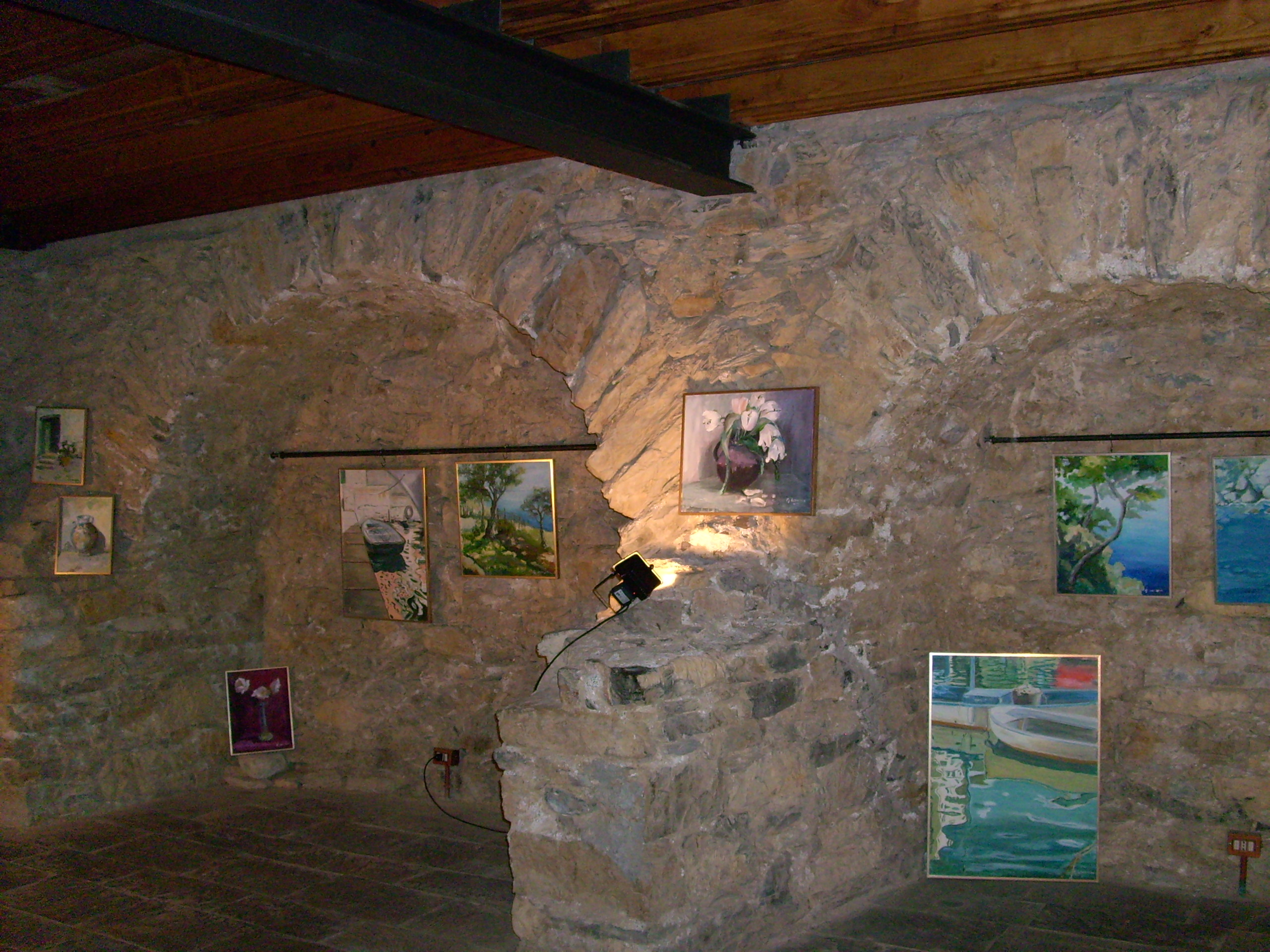
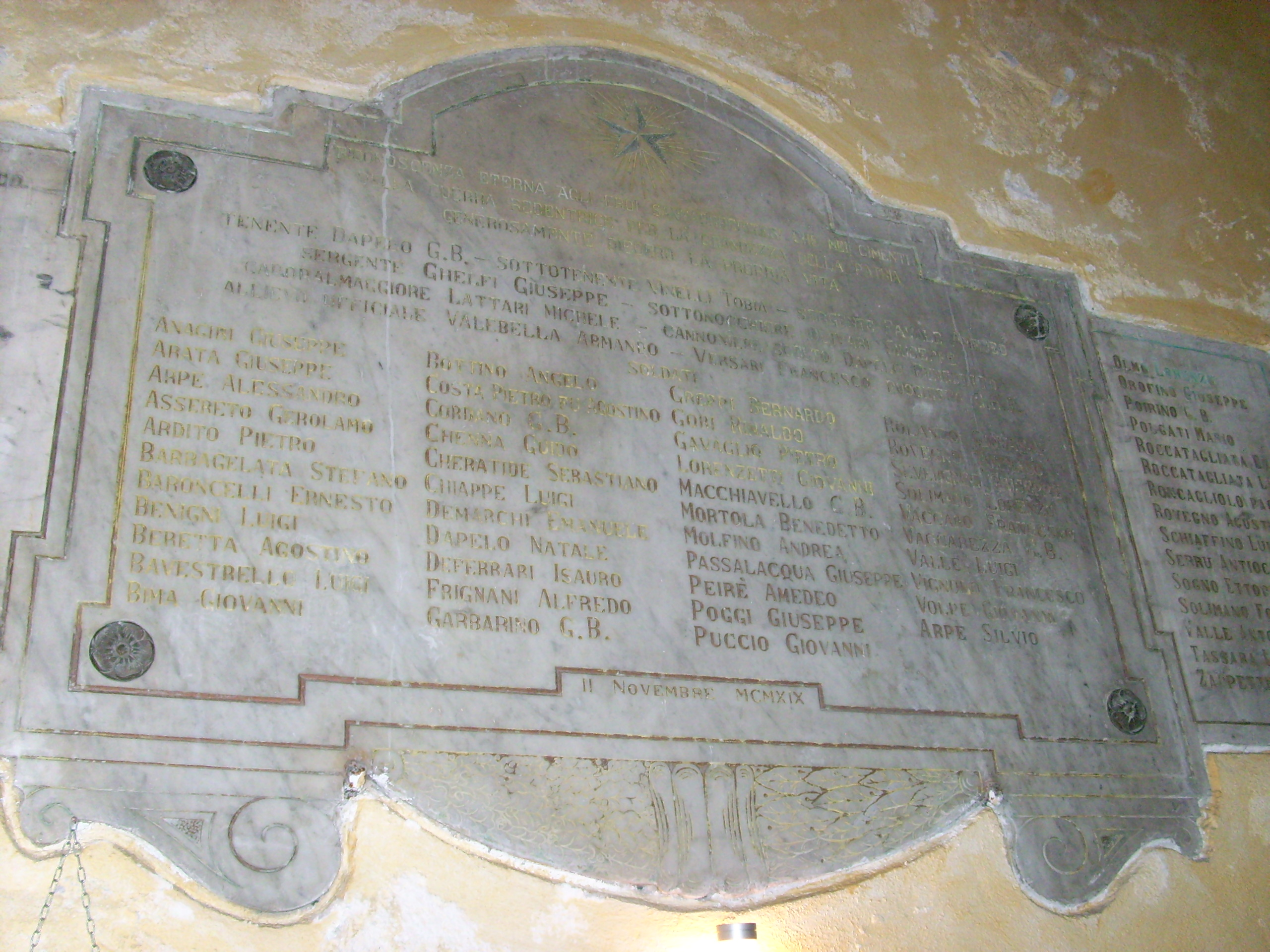